# Kamienica przy pl. Bartosza Głowackiego 53 w Tarnobrzegu
Kamienica przy pl. Bartosza Głowackiego 53 – zabytkowy budynek znajdujący się w Tarnobrzegu, w województwie podkarpackim.

## Historia
Kamienica powstała pod koniec XIX wieku. W latach 1914–1939 mieściła się w niej księgarnia i skład materiałów kancelaryjnych K. Szpilki. Po II wojnie światowej budynek użytkowany był przez PSS „Społem”. Na parterze działał bar, a na piętrze umieszczono biura. W 1997 kamienica została kupiona przez osobę prywatną. W 1999 wykonano remont dachu, a w 2000 remont frontowej elewacji. Właściciel kamienicy proponował jej przebudowę, na co nie zgadzał się konserwator zabytków, zalecając zachowanie budynku w jego pierwotnym kształcie. Kamienica niszczała, aż doszło do zawalenia się dachu, stropów i części ścian. W 2023 r. zdemontowano zawalony i napierający na ściany dach oraz wystąpiono o jej skreślenie z rejestru zabytków. 

## Architektura

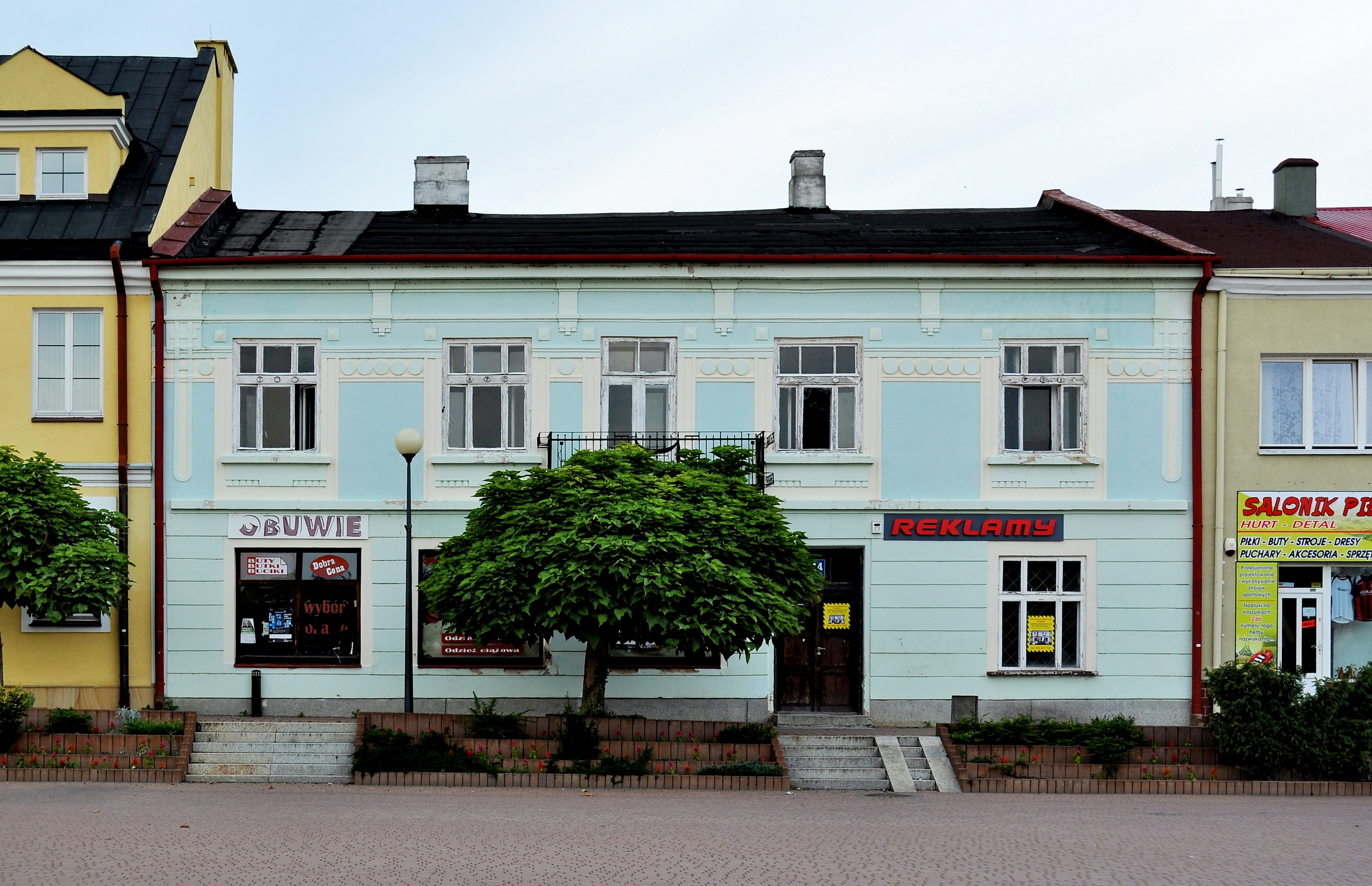
Fasada kamienicy w 2012

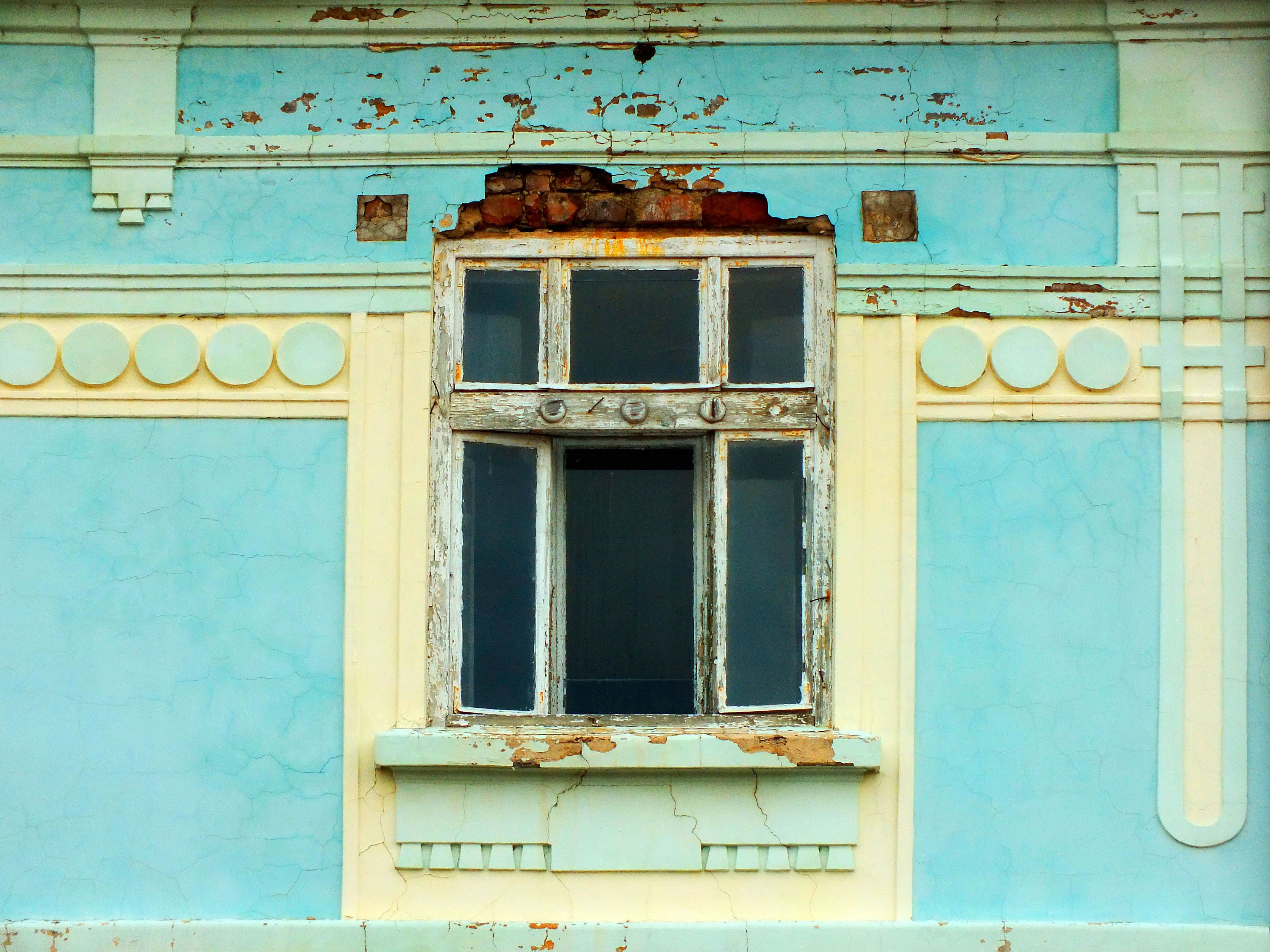
Jeden z otworów okiennych (2015)

Kamienicę wybudowano w stylu secesyjnym. Jest to budynek piętrowy, frontowy i częściowo podpiwniczony, murowany z cegły na zaprawie wapiennej. Założono go na rzucie zbliżonym do kwadratu.
Elewacja frontowa pięcioosiowa, w części parterowej boniowana, z trzema oknami wystawowymi, drzwiami do sieni przelotowej i oknem w jej wschodniej części. Piętro oddzielone listwą od dolnej kondygnacji. Pośrodku balkon otoczony dwoma parami okien, zdobionymi łezkami pod parapetami. Pomiędzy oknami fryz z kołami, krzyżujący się z listwami wokół otworów okiennych. Elewację wieńczy podzielone pilasterkami belkowanie.
Elewacja tylna siedmioosiowa, z wykonanymi w późniejszym czasie schodami prowadzącymi na piętro oraz balkonem. We wschodniej części elewacji znajdują się okna z opaskami.      
Dach kamienicy był dwuspadowy, kryty papą bitumiczną położoną na blasze. Więźba dachowa miała konstrukcję płatwiowo-stolcową. 